# Портуондо, Омара
Ома́ра Портуо́ндо (исп. Omara Portuondo; род. 29 октября 1930, Гавана) — кубинская певица. Герой Труда Республики Куба (2020).

## Биография
Омара Портуондо родилась в октябре 1930 года в гаванском квартале Кайо-Уэсо (Cayo Hueso). Её отец, успешный бейсболист, был в числе первых эмигрантов, выехавших в США. Её мать была родом из богатой испанской семьи. Брак дочери с чернокожим бейсболистом вызвал в семье огромный скандал. У Омары две сестры. Родители хорошо пели, поэтому Омара с раннего возраста также увлекалась пением.
Свою артистическую карьеру Омара Портуондо начала танцовщицей в 1945 году в знаменитом гаванском варьете «Тропикана». Вместе со своей сестрой-танцовщицей Айди (Haydee Portuondo) Омара некоторое время работала певицей в музыкальном коллективе «Loquibambla Swing». В 1952 году сёстры объединились с певицами Эленой Бурке (Elena Burke) и Мораймой Секадой (Moraima Secada), а также пианисткой Аидой Дьестро (Aida Diestro) и основали «Cuarteto las d’Aida», который пользовался большим успехом и гастролировал в США и выступал вместе с Натом Кингом Коулом.
В 1959 году Омара Портуондо записала свой первый сольный альбом «Magia Negra». Она осталась в составе коллектива и после того, как её сестра эмигрировала в США в 1961 году.
Лишь в 1967 году Омара покинула бэнд и начала сольную карьеру. Она записала огромное количество альбомов и имела возможность гастролировать за пределами Кубы.
Международное признание пришло к Омаре Портуондо после записи альбома Рая Кудера «Buena Vista Social Club» в 1997 году. Одноимённый документальный фильм Вима Вендерса 1998 года принёс ей и её коллегам мировую известность. За этим последовали альбомы «Buena Vista Social Club Presents Omara Portuondo» (2000) и «Flor de Amor» (2004).

## Дискография
- 1950: Amigas (by the Cuarteto las d’Aida)
- 1996: Palabras
- 1997: Buena Vista Social Club
- 1997: Omara Portuondo & Martin Rojas
- 1997: A Toda Cuba le Gusta (by the Afro-Cuban All Stars)
- 1999: Desafios (with Chucho Valdés)
- 1999: Oro Musical
- 1999: Magia Negra
- 1999: Buena Vista Social Club Presents Ibrahim Ferrer
- 2000: Buena Vista Social Club Presents Omara Portuondo
- 2000: Roots of Buena Vista
- 2000: La Colección Cubana
- 2001: Pensamiento
- 2001: La Sitiera
- 2001: You
- 2002: 18 Joyas Ineditas
- 2002: La Gran Omara Portuondo
- 2002: La Novia del Filin
- 2002: Dos Gardenias
- 2004: Flor De Amor
- 2005: Lágrimas Negras
- 2007: Omara Portuondo/Maria Bethania
- 2008: Gracias